# Dillinger est mort
Pour plus de détails, voir Fiche technique et Distribution.
Dillinger est mort (titre original : Dillinger è morto) est un film italien réalisé par Marco Ferreri, sorti en 1969 au cinéma.
Le film est inclus dans la liste des 100 films italiens à sauver.

## Synopsis
Glauco (Michel Piccoli), concepteur de masques à gaz, rentre chez lui dîner, après avoir écouté, non sans un certain ennui, un discours subversif d'un de ses collègues. Il trouve sa femme (Anita Pallenberg) déjà couchée (elle est souffrante). Il décide de dîner seul en regardant la télévision, notamment un reportage à la gloire de Fausto Coppi. Ensuite il se projette différents films de vacances et fait l'idiot devant l'écran. Après quelques jeux érotiques avec sa bonne (Annie Girardot), il finit par tuer sa femme au moyen d'un revolver qu'il a trouvé par hasard enveloppé dans un vieux journal annonçant la mort du gangster américain John Dillinger. Auparavant, il avait remis le revolver en marche et s'était amusé à le peindre en couleurs clownesques.

## Fiche technique
- Titre : Dillinger est mort
- Titre original : Dillinger è morto
- Réalisation : Marco Ferreri
- Scénario : Marco Ferreri et Sergio Bazzini
- Assistant-réalisateur : Arturo Carnavati
- Production : Ever Haggiag, Alfred Levy
- Distributeurs : Ursulines Distribution (France, 1970), Studio Films (Australie), Gaumont/Columbia Home Video (DVD, France, 2006), KinoVista (Russie, TV, 2007), Kinowelt Home Entertainment (DVD, Allemagne, 2006), Raro Video (DVD, Italie, 2003), Roissy Films (ventes mondiales, tous médias, 1999), Amanda Films (USA)
- Musique : Teo Usuelli
- Photographie : Mario Vulpiani
- Montage : Mirella Mercio
- Pays d'origine :  Italie
- Langue originale : italien
- Format : Couleurs - 1,66:1 - Mono - 35 mm - métrage: 2598m
- Genre : Comédie dramatique
- Durée : 90 minutes
- Date de sortie : 
  - Italie : 23 janvier 1969
  - France : 11 mars 1970

## Distribution
- Michel Piccoli : Glauco, un dessinateur industriel
- Anita Pallenberg : Sabine, la femme de Glauco
- Gino Lavagetto : Le marin
- Carla Petrillo
- Mario Jannilli : le capitaine du bateau
- Annie Girardot : Ginette, la bonne de Glauco
- Carole André : La propriétaire du bateau
- Adriano Aprà : Le critique de cinéma

## Production

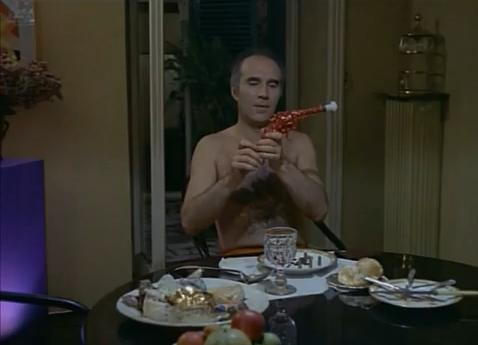
Michel Piccoli dans une scène du film.

Le réalisateur Marco Ferreri a rencontré pour la première fois la future vedette Michel Piccoli lorsqu'il a rendu visite à l'acteur sur le tournage du film La Chamade (1968) d'Alain Cavalier. Ferreri a donné à Piccoli quelques pages du script de Dillinger est mort à lire et l'acteur enthousiaste a immédiatement postulé pour le rôle. Piccoli a déclaré que Ferreri ne lui avait pas donné d'instructions particulières sur la manière de jouer le rôle de Glauco, mais seulement de brèves indications pour orienter son jeu. Le réalisateur a laissé à l'acteur toute latitude pour interpréter le personnage comme il l'entendait. À l'origine, le scénario avait été proposé à l'actrice Annie Girardot, qui devait être la vedette du film, mais celle-ci, ne se sentant pas prête à jouer un rôle aussi complexe, a préféré se tailler un rôle moins exigeant de femme de chambre.
L'appartement dans lequel se déroule le film est situé Piazza in Piscinula à Rome. Il appartenait à l'époque au peintre Mario Schifano, dont les tableaux apparaissent sur les murs. La cuisine est en revanche celle de la villa de Velletri appartenant à Ugo Tognazzi, un grand ami du réalisateur,.
Parmi les nombreux films que Glauco regarde pendant la nuit figure un court métrage mettant en scène deux mains féminines. Le court-métrage a été réalisé par Maria Perego, la créatrice de la marionnette Topo Gigio et amie de Marco Ferreri.
Parmi les musiques émises par la radio allumée dans la cuisine, on trouve une chanson écrite par Teo Usuelli, La luce accesa, chantée par Lucio Dalla, qui n'est sorti que sur un rare double 33 tours autoproduit par l'auteur en 1973.
L'arme manipulée par Michel Piccoli tout au long du film réapparaît dans l'œuvre suivante de Ferreri, La Semence de l'homme.

## Accueil critique
Pour Jacques Morice dans Télérama, Dillinger est mort est un « hommage grinçant et palimpseste » au Mépris (1963) de Jean-Luc Godard, dans lequel Piccoli se vengerait en quelque sorte de Bardot, incarnée cette fois par Anita Pallenberg, l'épouse de Keith Richards. « Dillinger est mort a conservé sa violence sourde, nihiliste. Sur le fond comme sur la forme, qui frise ici le cinéma expérimental à la Warhol. Il ne s’y passe quasiment rien, sans que l’on s’ennuie. [...] À travers [Piccoli], Ferreri finit par flinguer tout ce qui l’environne, surtout ce qu’il aime : la femme blonde, Godard, le cinéma, l’art, la gastronomie, la culture. Radical, on vous dit ».